# Carlos Chaile
Carlos Chaile futbolista defensor, nació el 14 de enero de 1975 en Bella Vista, Tucumán, Argentina.

## Trayectoria
Inició su carrera en las divisiones inferiores de Ferrocarril Oeste. Fue convocado para la Selección Argentina Sub-17 dirigida por Reinaldo Merlo, obteniendo el tercer puesto en el Mundial Juvenil de Italia 1991. 
Luego jugó una temporada en la Primera B Nacional en Gimnasia y Tiro de Salta y posteriormente en Almagro, con el que consiguió el ascenso a la Primera División de Argentina. 

### En el exterior
Tras una temporada en la máxima categoría, fue transferido en 2001 al Sankt Gallen de Super Liga Suiza.
En el 2003, firmó un contrato con SV PlusCity Pasching de Austria hasta 2007. Desde el 2007 hasta junio de 2009 se desempeñó en el SK Austria Kärnten.

## Dirección técnica
En enero de 2010 concretó su incorporación como director técnico del equipo Sub-17 del SK Austria Kärnten.
| Club                     | País      | Año       |
| ------------------------ | --------- | --------- |
| Ferro Carril Oeste       | Argentina | 1996-1998 |
| Gimnasia y Tiro de Salta | Argentina | 1998-1999 |
| Club Almagro             | Argentina | 1999-2001 |
| FC St. Gallen            | Suiza     | 2001-2003 |
| S.V. PlusCity Pasching   | Austria   | 2003-2007 |
| SK Austria Kärnten       | Austria   | 2007-2009 |

- Datos: Q1043294